# Halictus radoszkowskii
Halictus radoszkowskii là một loài Hymenoptera trong họ Halictidae. Loài này được Vachal mô tả khoa học năm 1902.